# Pseudocercospora
Pseudocercospora is een geslacht van ascomycete-schimmels. Een anamorfe versie van het geslacht Mycosphaerella, Pseudocercospora-soorten zijn plantpathogenen, waaronder de veroorzaker van de zogenaamde Zuid-Amerikaanse bladziekte van de rubberboom. Het lectotype is Pseudocercospora vitis. Het wijdverspreide geslacht bevat naar schatting meer dan 1100 soorten, voornamelijk geconcentreerd in tropische gebieden. Pseudocercospora werd in 1910 beschreven door de Italiaans-Argentijnse botanicus Carlos Luigi Spegazzini.
Conidioforen ontstaan uit het mycelium dat zich aan de oppervlakte ontwikkelt. Ze zijn kort of langwerpig, cilindrisch, soms draadachtig, onvertakt, enkelvoudig of meercellig, meestal glad, licht olijf- tot olijfbruin van kleur. Cilindrische of knotsvormige conidiëncellen groeien aan hun top. Op de plaats van loslating van conidiën worden delicate, niet-verdikte littekens gevormd, lichtbruin van kleur of brekend licht. Conidia worden meestal afzonderlijk gevormd, ze hebben dezelfde kleur als conidioforen, glad, meercellig. Ze zijn knotsvormig of langwerpig, cilindrisch van vorm met een afgeknotte basis, dunwandig en vaak gebogen.
Drie voorbeelden uit het geslacht zijn:
- Pseudocercospora vitis, die bladvlekken veroorzaakt op wijnstok.
- Pseudocercospora griseola, die hoekige vlekken veroorzaakt op bonen.
- Pseudocercospora depazeoides, die bladvlekken veroorzaakt op vlier.